# Garcinia leptophylla
Garcinia leptophylla är en tvåhjärtbladig växtart som beskrevs av Bittrich. Garcinia leptophylla ingår i släktet Garcinia och familjen Clusiaceae. Inga underarter finns listade i Catalogue of Life.